# Louis-Alexandre Belladen
Louis-Alexandre Belladen, né le 24 février 1871 à Avignon et mort à Villeneuve-lès-Avignon le 22 mars 1920, est un peintre français.

## Biographie
Négoçiant en charbons à Avignon, Louis-Alexandre Belladen est aussi un peintre, membre du Groupe des Treize d'Avignon. Il participe avec les Treize à une première exposition le 21 décembre 1912 qui connut un franc succès, suivie d'une seconde et dernière exposition du groupe le 18 décembre 1913.